# 李广镇
李广镇（1935年10月—2017年8月23日），男，广东广州人，中华人民共和国政治人物，曾任深圳市人大常委会主任、党组书记。